# Distretto di Kitakanbara
Il distretto di Kitakanbara (北蒲原郡, Kitakanbara-gun?) è uno dei distretti della prefettura di Niigata, in Giappone.
Attualmente fa' parte del distretto solo il comune di Seirō.